# Campeonato Catarinense de Futebol Júnior de 2017
O Campeonato Catarinense de Futebol Júnior de 2017 vai ser a 36ª edição desta competição, e conta com a participação de 8 equipes, sendo realizada entre os dias 25 de agosto e 3 de novembro de 2017.
Em 2018, Santa Catarina terá direito a cinco vagas na principal competição da categoria no Brasil a Copa São Paulo. Os dois clubes participantes do Brasileiro Série A recebem convite da Federação Paulista, Chapecoense e Avaí. O Criciúma garantiu a vaga pelo título da Copa SC Sub-20 2017. As outras duas vagas estarão em disputa no Catarinense Júnior 2017. Caso alguma equipe classificada já esteja na Copa São Paulo, o critério técnico estabelecerá qual equipe irá à competição organizada pela FPF.
No final da competição o Avaí sagrou-se o campeão Estadual da categoria Júnior. Após vencer a Chapecoense por 2 a 0 na primeira partida, o time pode perder o segundo jogo pelo mesmo placar pois tinha a vantagem de dois resultados iguais, uma vez que teve uma campanha irretocável durante toda a competição com 100% de aproveitamento até então.

## Regulamento
O Catarinense Júnior 2017 é destinado aos atletas nascidos entre 1998 e 2000. Sendo que cada clube poderá incluir, até, três atletas nascidos em 1997 por partida.
A competição terá três fases: 1ª Fase – Turno Único, 2ª Fase – Semifinais e 3ª Fase – Finais. Na primeira fase as equipes se enfrentarão em todas entre si em jogos de ida. Os quatro mais bem colocados estarão classificados para a 2ª Fase – Semifinais. As semifinais e finais serão disputadas no sistema de confronto eliminatório, jogos de ida e volta. O 1º colocado enfrentará o 4º colocado, enquanto o 2º encara o 3º colocado.
Critérios de desempate
Caso haja empate de pontos entre dois clubes, os critérios de desempates serão aplicados na seguinte ordem:
1. Número de vitórias;
2. Saldo de gols;
3. Gols marcados;
4. Confronto direto;
5. Número de cartões vermelhos;
6. Número de cartões amarelos;
7. Sorteio.[9]

## Participantes
| Equipe           | Cidade        | Em 2016 | Estádio                            | Títulos (último) |
| ---------------- | ------------- | ------- | ---------------------------------- | ---------------- |
| Atlético Tubarão | Tubarão       | 6º      | Estádio Domingos Silveira Gonzales | 0                |
| Avaí             | Florianópolis | 3º      | C.F.A. Avaí                        | 6 (2014)         |
| Chapecoense      | Chapecó       | 1º      | C.T. Águia Amarela                 | 1 (2016)         |
| Criciúma         | Criciúma      | 2º      | C.T. da Montanha                   | 13 (2013)        |
| Figueirense      | Florianópolis | 5º      | C.T. Figueirense                   | 7 (2015)         |
| Inter de Lages   | Lages         | —       | Vidal Ramos Júnior                 | 1 (1983)         |
| Joinville        | Joinville     | 4º      | C.T. Joinville                     | 6 (1998)         |
| Metropolitano    | Blumenau      | 8º      | C.T. Guilherme Jensen              | 0                |

## Classificação geral
Para ler a tabela de confrontos, a linha horizontal representa os jogos da equipe como mandante. A coluna vertical indica os jogos da equipe como visitante.